# Cymbidium tortisepalum
Cymbidium tortisepalum är en orkidéart som beskrevs av Noriaki Fukuyama. Cymbidium tortisepalum ingår i släktet Cymbidium, och familjen orkidéer.

## Underarter
Arten delas in i följande underarter:
- C. t. longibracteatum
- C. t. tortisepalum